# Macromfalins
Els macromfalins (Macromphaliinae) són una subfamília de lepidòpters ditrisis de la família dels lasiocàmpids (Lasiocampidae).

## Llista dels gèneres i espècies
Segons NCBI (9 de gener 2014) :
Gènere Apotolype
Gènere Artace
- Artace cribraria

Gènere Euglyphis
- Euglyphis albigrisea
- Euglyphis asapha
- Euglyphis carola
- Euglyphis charax
- Euglyphis definita
- Euglyphis deusta
- Euglyphis directa
- Euglyphis durtea
- Euglyphis fibra
- Euglyphis guttularis
- Euglyphis lankesteri
- Euglyphis lepta
- Euglyphis libnites
- Euglyphis melancholica
- Euglyphis obliterata
- Euglyphis ornata
- Euglyphis rundala
- Euglyphis scaptia
- Euglyphis sonia
- Euglyphis submarginalis
- Euglyphis zurcheri

Gènere Nesara
- Nesara caramina
- Nesara casada
- Nesara dalceroides
- Nesara francesca

Gènere Titya
- Titya synoecura

Gènere Tolype
- Tolype austella
- Tolype dayi
- Tolype laricis
- Tolype nana
- Tolype notialis
- Tolype velleda

Gènere Tytocha
- Tytocha lineata